# Курсай (Актюбинская область)
Курсай (каз. Құрсай, до 1998 г. — Михайловка) — село в Хобдинском районе Актюбинской области Казахстана. Административный центр и единственный населённый пункт Курсайского сельского округа. Код КАТО — 154259100.

## Население
По данным всесоюзной переписи 1989 года в селе проживало 1740 человек, в том числе казахи составляли 36 % населения, немцы — 49 %.
В 1999 году население села составляло 837 человек (401 мужчина и 436 женщин). По данным переписи 2009 года, в селе проживали 334 человека (167 мужчин и 167 женщин).

## История
Основан в 1907 году немецкими переселенцами из Причерноморья.